# アフタヌーン・パラダイス
アフタヌーン・パラダイスは、エフエム世田谷、及び全国のコミュニティ放送局で放送されている番組。

## 放送時間
2024年4月時点
- FM世田谷：月曜 - 木曜 13:00 - 17:00（JST）
- ミュージックバード経由全国コミュニティ放送局：月曜 - 木曜 15:00 - 16:55（JST）

## 概要
『TALKING DRAGON』の後番組としてスタート。各曜日ごとにパーソナリティが変わり、パーソナリティごとに音楽ジャンルを設定。音楽とトークを繰り広げる。
13時 - 15時は、エフエム世田谷のみの放送。15時 - 16時55分は、ミュージックバードを通じて、全国のコミュニティ放送局でもネットされている。
2011年4月より、月〜木曜の放送は東京・三軒茶屋 キャロットタワー26階にある、エフエム世田谷のサテライトスタジオ「スタジオキャロット」からの放送となる。2011年3月まで放送された午後の看板ワイド『オープンサロン834』との融合となり、番組自体も4時間の生ワイドにリニューアル。前半2時間はエフエム世田谷のみのローカル番組として、後半2時間は全国ネットのトーク番組として放送される。なお、金曜日については『神太郎 金曜瓦版』の放送を継続するため、従前通りに半蔵門のFMセンター4階にある、ミュージックバード・スタジオからの放送を継続。
2015年4月より金曜のワイド番組が『長江健次のDARADAラジオ』へと改編され、金曜版もエフエム世田谷でも放送されるようになったが、長江の番組を「スタジオキャロット」から行うため、半蔵門からの放送である。
2020年3月、新型コロナウィルスの感染拡大が続いていることから、「スタジオキャロット」からの公開生放送を取りやめ、3日より、「エフエム世田谷本社用賀スタジオ」からの非公開生放送に切り替えられた。しかし、その後も感染拡大に歯止めがかからず、4月7日には政府によって緊急事態宣言が発令されたことを受け、4月13日より放送時間を全国ネット枠である15時 - 17時に集約、世田谷ローカル枠は休止され、本社スタジオから情報を伝えていた。緊急事態宣言解除後の、6月1日より、世田谷ローカル枠が再開され、6月15日からは、「スタジオキャロット」からの公開生放送も再開された。
2023年9月29日をもって金曜版は終了し（2019年9月までパーソナリティを務めた因幡がゲスト出演）、『@FRIDAY!（あっと・フライデー!）』（14:00-16:55、くりやまけーすけ&内田ゆめ（Merci Merci））へと変わった。

### 放送内容
（2018年4月 - ）
| 期間    | 期間    | 月曜日     | 月曜日     | 火曜日     | 火曜日 | 水曜日                  | 水曜日   | 木曜日 | 木曜日   | 金曜日 | 金曜日     |
| ------- | ------- | ---------- | ---------- | ---------- | ------ | ----------------------- | -------- | ------ | -------- | ------ | ---------- |
| 2018.04 | 2019.03 | 岸田敏志   | 光部愛     | 渡辺真知子 | 坪達也 | 澤田知可子 (沢田知可子) | 蒼山慶大 | 杉真理 | 山口真奈 | 因幡晃 | 夏目真紀子 |
| 2019.04 | 2019.09 | 岸田敏志   | 小林奈々絵 | 渡辺真知子 | 坪達也 | 澤田知可子 (沢田知可子) | 蒼山慶大 | 杉真理 | 山口真奈 | 因幡晃 | 夏目真紀子 |
| 2019.10 | 2020.09 | 岸田敏志   | 光部愛     | 渡辺真知子 | 坪達也 | 澤田知可子 (沢田知可子) | 蒼山慶大 | 杉真理 | 山口真奈 | 高山厳 | 夏目真紀子 |
| 2020.10 | 2021.06 | 岸田敏志   | 光部愛     | 渡辺真知子 | 西達彦 | 澤田知可子 (沢田知可子) | 蒼山慶大 | 杉真理 | 山口真奈 | 高山厳 | 夏目真紀子 |
| 2021.07 | 2021.10 | 岸田敏志   | 小林奈々絵 | 渡辺真知子 | 西達彦 | 澤田知可子 (沢田知可子) | 蒼山慶大 | 杉真理 | 山口真奈 | 高山厳 | 夏目真紀子 |
| 2021.11 | 2022.03 | 岸田敏志   | 光部愛     | 渡辺真知子 | 西達彦 | 澤田知可子 (沢田知可子) | 蒼山慶大 | 杉真理 | 山口真奈 | 高山厳 | 夏目真紀子 |
| 2022.04 | 2023.09 | 岸田敏志   | 光部愛     | 辛島美登里 | 西達彦 | 澤田知可子 (沢田知可子) | 蒼山慶大 | 杉真理 | 山口真奈 | 高山厳 | 夏目真紀子 |
| 2023.10 | 2024.03 | 岸田敏志   | 光部愛     | 辛島美登里 | 西達彦 | 澤田知可子 (沢田知可子) | 蒼山慶大 | 杉真理 | 山口真奈 | -      | -          |
| 2024.04 | 2024.09 | 川久保秀一 | 真木ひろか | 辛島美登里 | 西達彦 | 澤田知可子 (沢田知可子) | 蒼山慶大 | 杉真理 | 山口真奈 | -      | -          |
| 2024.10 |         | 川久保秀一 | 真木ひろか | 辛島美登里 | 西達彦 | 松本英子                | 蒼山慶大 | 杉真理 | 山口真奈 | -      | -          |

因幡のみ続投。
（2005年4月 - 2008年3月）
- 月曜日 - Trip In the Country

パーソナリティ:徳武弘文、アヤカ（ココナッツ娘。)
（2008年4月 - 2011年3月）
- 月曜日 - すべてに、ありがとう。

パーソナリティ:沢田聖子
- 火曜日 - Folk Song

パーソナリティ:高山厳、三浦和人
テーマ:フォークソング、ニューミュージック
- 水曜日 - Music Cosmetic

パーソナリティ:庄野真代、桑江知子
テーマ:ミュージック・コスメ
- 木曜日 - Song For Memories

パーソナリティ:鈴木康博、細坪基佳
テーマ:ソング・フォー・メモリーズ
- 金曜日 - Song For You

パーソナリティ:因幡晃
テーマ:地中2海ミュージック

## タイムテーブル
（月～木 13:00～15:00 エフエム世田谷ローカル枠）
- 13:00- ローカル枠オープニング

- 13:05- 読売新聞ニュース・天気予報・交通情報

- 13:30- パーソナリティコーナー①
- 14:00- 世田谷通信（世田谷区広報コーナー）
- 14:15- 特派員リポート
- 14:30- パーソナリティコーナー②
- 14:55- 防災・防犯インフォメーション

（月～金 15:00～17:00 全国ネット枠）
- 15:00- 15時台全国枠オープニング
- 15:25- （全国枠）快適生活ラジオショッピング /（エフエム世田谷:月～木のみ）交通情報
- 15:30- パーソナリティコーナー⓷
- 15:55- （全国枠）防災インフォメーション /（エフエム世田谷）Monthly Recommendation
- 16:00- 16時台全国枠オープニング～ゲストコーナー
- 16:25- Weekly Recommend

- 16:40- エンディング
- 16:55-（全国枠）防災インフォメーション /（エフエム世田谷）Monthly Recommendation

## コミュニティ放送局のネット状況
2023年9月現在。放送時間の早い順から記載。
全時間帯放送する局と15時台・16時台だけを放送する局が存在し、また全時間帯放送する局でも番組途中の16:30で終了する局もある。局によって決まった曜日は、その局の独自番組に差し替えられる場合もある。
| 放送地域       | 放送局名                          | 放送時間                                                                                   | 備考                 |
| 通常バージョン | 通常バージョン                    | 通常バージョン                                                                             | 通常バージョン       |
| -------------- | --------------------------------- | ------------------------------------------------------------------------------------------ | -------------------- |
| 青森県         | FM JAIGO WAVE                     | 月曜 - 金曜 15:00 - 16:55                                                                  |                      |
| 岩手県         | FM One                            | 月曜 - 金曜 15:00 - 16:55                                                                  |                      |
| 岩手県         | みやこハーバーラジオ              | 月曜 - 金曜 15:00 - 16:55                                                                  |                      |
| 岩手県         | FMねまらいん                      | 月曜 - 金曜 15:00 - 16:55                                                                  |                      |
| 宮城県         | エフエムいわぬま                  | 月曜 - 金曜 15:00 - 16:55                                                                  |                      |
| 宮城県         | エフエムたいはく                  | 月曜 - 金曜 15:00 - 16:55                                                                  |                      |
| 秋田県         | 秋田コミュニティー放送            | 月曜 - 金曜 15:00 - 16:55                                                                  |                      |
| 秋田県         | エフエム椿台                      | 月曜 - 金曜 15:00 - 16:55                                                                  |                      |
| 秋田県         | 鹿角きりたんぽFM                  | 月曜 - 金曜 15:00 - 16:55                                                                  |                      |
| 秋田県         | ラジオおおだて                    | 月曜 - 金曜 15:00 - 16:55                                                                  |                      |
| 秋田県         | FMゆーとぴあ                      | 月曜 - 金曜 15:00 - 16:55                                                                  |                      |
| 山形県         | エフエムい～じゃん おらんだラジオ | 月曜 - 金曜 15:00 - 16:55                                                                  |                      |
| 福島県         | FM Mot.com                        | 月曜 - 金曜 15:00 - 16:55                                                                  |                      |
| 福島県         | 喜多方シティエフエム              | 月曜 - 金曜 15:00 - 16:55                                                                  |                      |
| 茨城県         | FMかしま                          | 月曜 - 金曜 15:00 - 16:55                                                                  |                      |
| 茨城県         | たかはぎFM                        | 月曜 - 金曜 15:00 - 16:55                                                                  |                      |
| 茨城県         | FMうしくうれしく放送              | 月曜 - 金曜 15:00 - 16:55                                                                  |                      |
| 群馬県         | ラヂオななみ                      | 月曜 - 金曜 15:00 - 16:55                                                                  |                      |
| 群馬県         | いせさきFM                        | 月曜 - 金曜 15:00 - 16:55                                                                  |                      |
| 群馬県         | FM OZE                            | 月曜 - 金曜 15:00 - 16:55                                                                  |                      |
| 群馬県         | FM TARO                           | 月曜 - 金曜 15:00 - 16:55                                                                  |                      |
| 埼玉県         | エフエム茶笛                      | 月曜 - 金曜 15:00 - 16:55                                                                  |                      |
| 埼玉県         | REDS WAVE                         | 月曜 - 金曜 15:00 - 16:55                                                                  |                      |
| 埼玉県         | FMふっかちゃん                    | 月曜 - 金曜 15:00 - 16:55                                                                  |                      |
| 千葉県         | RadioNARITA                       | 月曜 - 金曜 15:00 - 16:55                                                                  |                      |
| 千葉県         | かずさエフエム                    | 月曜 - 金曜 15:00 - 16:55                                                                  |                      |
| 東京都         | エフエムラジオ立川                | 月曜 - 金曜 15:00 - 16:55                                                                  |                      |
| 神奈川県       | エフエム戸塚                      | 月曜 - 金曜 15:00 - 16:55                                                                  |                      |
| 新潟県         | RADIO CHAT                        | 月曜 - 金曜 15:00 - 16:55                                                                  |                      |
| 新潟県         | FM-J                              | 月曜 - 金曜 15:00 - 16:55                                                                  |                      |
| 富山県         | ラジオたかおか                    | 月曜 - 金曜 15:00 - 16:55                                                                  |                      |
| 富山県         | FMとなみ                          | 月曜 - 金曜 15:00 - 16:55                                                                  |                      |
| 石川県         | ラジオこまつ                      | 月曜 - 金曜 15:00 - 16:55                                                                  |                      |
| 石川県         | ラジオななお                      | 月曜 - 金曜 15:00 - 16:55                                                                  |                      |
| 山梨県         | エフエム甲府                      | 月曜 - 金曜 15:00 - 16:55                                                                  |                      |
| 山梨県         | エフエム八ヶ岳                    | 月曜 - 金曜 15:00 - 16:55                                                                  |                      |
| 山梨県         | FMふじやま                        | 月曜 - 金曜 15:00 - 16:55                                                                  |                      |
| 長野県         | エルシーブイFM769                 | 月曜 - 金曜 15:00 - 16:55                                                                  |                      |
| 長野県         | あづみ野エフエム                  | 月曜 - 金曜 15:00 - 16:55                                                                  |                      |
| 静岡県         | なぎさステーション                | 月曜 - 金曜 15:00 - 16:55                                                                  |                      |
| 静岡県         | マリンパル                        | 月曜 - 金曜 15:00 - 16:55                                                                  |                      |
| 愛知県         | RADIO LOVEAT                      | 月曜 - 金曜 15:00 - 16:55                                                                  |                      |
| 愛知県         | メディアスエフエム                | 月曜 - 金曜 15:00 - 16:55                                                                  |                      |
| 兵庫県         | エフエムみっきい                  | 月曜 - 金曜 15:00 - 16:55                                                                  |                      |
| 鳥取県         | DARAZ FM                          | 月曜 - 金曜 15:00 - 16:55                                                                  |                      |
| 島根県         | エフエムいずも                    | 月曜 - 金曜 15:00 - 16:55                                                                  |                      |
| 岡山県         | Radio momo                        | 月曜 - 金曜 15:00 - 16:55                                                                  |                      |
| 岡山県         | エフエムゆめウェーブ              | 月曜 - 金曜 15:00 - 16:55                                                                  |                      |
| 広島県         | FMちゅーピー                      | 月曜 - 金曜 15:00 - 16:55                                                                  |                      |
| 広島県         | FMハムスター                      | 月曜 - 金曜 15:00 - 16:55                                                                  |                      |
| 広島県         | エフエムおのみち79.4              | 月曜 - 金曜 15:00 - 16:55                                                                  |                      |
| 山口県         | COME ON! FM                       | 月曜 - 金曜 15:00 - 16:55                                                                  |                      |
| 福岡県         | ドリームスエフエム                | 月曜 - 金曜 15:00 - 16:55                                                                  |                      |
| 福岡県         | FMちょっくらじお （CHOKUラジ!）   | 月曜 - 金曜 15:00 - 16:55                                                                  |                      |
| 佐賀県         | えびすFM                          | 月曜 - 金曜 15:00 - 16:55                                                                  |                      |
| 佐賀県         | からつエフエム                    | 月曜 - 金曜 15:00 - 16:55                                                                  |                      |
| 長崎県         | 壱岐エフエム                      | 月曜 - 金曜 15:00 - 16:55                                                                  |                      |
| 熊本県         | かっぱFM                          | 月曜 - 金曜 15:00 - 16:55                                                                  |                      |
| 宮崎県         | FMひゅうが                        | 月曜 - 金曜 15:00 - 16:55                                                                  |                      |
| 鹿児島県       | FMさつませんだい                  | 月曜 - 金曜 15:00 - 16:55                                                                  |                      |
| 北海道         | FMおたる                          | 月曜 - 木曜 15:00 - 16:55                                                                  |                      |
| 香川県         | FM SUN                            | 月曜 - 金曜 15:00 - 16:30                                                                  |                      |
| 山形県         | ハーバーRADIO                     | 月曜 - 金曜 15:30 - 16:55                                                                  |                      |
| 石川県         | ラジオかなざわ                    | 月曜 - 木曜 15:00 - 16:55 金曜 15:00 - 15:55                                               |                      |
| 長崎県         | はっぴぃ!FM                       | 月曜 - 木曜 15:00 - 16:55 金曜 15:00 - 15:55                                               |                      |
| 静岡県         | 富士山GOGOエフエム                | 月曜 - 木曜 15:00 - 16:30 金曜 15:30 - 16:30                                               |                      |
| 愛知県         | エフエム岡崎                      | 月曜 - 木曜 15:00 - 16:55 金曜 16:00 - 16:55                                               |                      |
| 長崎県         | FMしまばら                        | 月曜・金曜 15:00 - 16:55 火曜 - 木曜 16:00 - 16:55                                         |                      |
| 宮城県         | Bikki FM                          | 月曜・水曜 15:00 - 16:55 火曜 16:00 - 16:30 木曜 16:00 - 16:55 金曜 15:00 - 15:55          |                      |
| 京都府         | FM845                             | 火曜・水曜・金曜 15:00 - 16:55 木曜 16:00 - 16:55                                          |                      |
| 奈良県         | FMハイホー                        | 月曜・水曜・金曜 15:00 - 16:55 火曜・第1・第3木曜 15:00 - 16:45 第2・第4木曜 16:00 - 16:45 |                      |
| 山口県         | FMスマイルウェ～ブ                | 月曜 - 水曜 15:00 - 16:55 金曜 16:00 - 16:55                                               | ※2020年6月ネット開始 |
| 第1部のみ放送  |                                   |                                                                                            |                      |
| 北海道         | FMねむろ                          | 月曜 - 金曜 15:00 - 15:55                                                                  |                      |
| 北海道         | FMとまこまい                      | 月曜 - 金曜 15:00 - 15:55                                                                  |                      |
| 青森県         | FM AZUR                           | 月曜 - 金曜 15:00 - 15:55                                                                  |                      |
| 青森県         | FMごしょがわら G.Radio            | 月曜 - 金曜 15:00 - 15:55                                                                  |                      |
| 宮城県         | エフエムいわぬま                  | 月曜 - 金曜 15:00 - 15:55                                                                  |                      |
| 山形県         | エフエムNCV おきたまGO!           | 月曜 - 金曜 15:00 - 15:55                                                                  |                      |
| 茨城県         | FMひたち                          | 月曜 - 金曜 15:00 - 15:55                                                                  |                      |
| 栃木県         | エフエム真岡                      | 月曜 - 金曜 15:00 - 15:55                                                                  |                      |
| 東京都         | 調布FM                            | 月曜 - 金曜 15:00 - 15:55                                                                  |                      |
| 新潟県         | FMゆきぐに                        | 月曜 - 金曜 15:00 - 15:55                                                                  |                      |
| 新潟県         | FMピッカラ                        | 月曜 - 金曜 15:00 - 15:55                                                                  |                      |
| 新潟県         | RADIO AGATT                       | 月曜 - 金曜 15:00 - 15:55                                                                  |                      |
| 新潟県         | FMゆきぐに                        | 月曜 - 金曜 15:00 - 15:55                                                                  |                      |
| 富山県         | City FM                           | 月曜 - 金曜 15:00 - 15:55                                                                  |                      |
| 長野県         | FMさくだいら                      | 月曜 - 金曜 15:00 - 15:55                                                                  |                      |
| 岐阜県         | FM PiPi                           | 月曜 - 金曜 15:00 - 15:55                                                                  |                      |
| 静岡県         | ボイス・キュー                    | 月曜 - 金曜 15:00 - 15:55                                                                  |                      |
| 三重県         | スズカ・ヴォイスFM                | 月曜 - 金曜 15:00 - 15:55                                                                  |                      |
| 三重県         | いなべFM（いなBee）               | 月曜 - 金曜 15:00 - 15:55                                                                  |                      |
| 三重県         | PORT WAVE                         | 月曜 - 金曜 15:00 - 15:55                                                                  |                      |
| 兵庫県         | FMジャングル                      | 月曜 - 金曜 15:00 - 15:55                                                                  |                      |
| 香川県         | FM81.5                            | 月曜 - 金曜 15:00 - 15:55                                                                  |                      |
| 愛媛県         | FMラヂオバリバリ                  | 月曜 - 金曜 15:00 - 15:55                                                                  |                      |
| 福岡県         | スターコーンFM                    | 月曜 - 金曜 15:00 - 15:55                                                                  |                      |
| 熊本県         | FM791                             | 月曜 15:00 - 15:55 木曜 15:30 - 15:55                                                      | ※ネット配信のみ      |
| 第2部のみ放送  |                                   |                                                                                            |                      |
| 徳島県         | B-FM791                           | 月曜 - 金曜 16:00 - 16:55                                                                  |                      |
| 福岡県         | FM YAME                           | 月曜 - 金曜 16:00 - 16:55                                                                  |                      |
| 沖縄県         | FMいしがき                        | 月曜 - 金曜 16:00 - 16:55                                                                  |                      |
| 沖縄県         | FMニライ                          | 月曜 - 水曜・金曜 16:00 - 16:55                                                            |                      |
| 愛知県         | Radio SANQ                        | 月曜・火曜・木曜 16:00 - 16:55                                                             |                      |
| 山口県         | しゅうなんFM                      | 火曜 - 木曜 16:00 - 16:55                                                                  |                      |

### 以前ネットしていた局
- FMわっぴー（北海道稚内市）
- e-niwa（北海道恵庭市）
- FM ABASHIRI（北海道網走市）[注釈 1]
- FMびゅー（北海道室蘭市）、wi-radio（北海道伊達市）
- FM POCO（福島県福島市）
- レディオ湘南（神奈川県藤沢市）
- FMカオン（神奈川県海老名市）
- エフエム多摩（東京都多摩市）廃局
- エフエムとおかまち（新潟県十日町市）
- エフエム軽井沢（長野県軽井沢町）
- g-sky765（静岡県島田市）
- エフエム豊橋（愛知県豊橋市）
- 名古屋シティエフエム（名古屋市中村区）廃局
- FMなばり（三重県名張市）
- FM千里（大阪府豊中市）
- エフエムマザーシップ（和歌山県湯浅町）
- エフエムくらしき（岡山県倉敷市）
- FMわっしょい（山口県防府市）
- レインボーFM（長崎県諫早市）